# 香港足球
足球是香港最受歡迎的運動之一。，香港足球歷史悠久，可追溯至19世紀末英國殖民地時期。香港足球總會成立於1914年，負責管理本地足球事務，包括職業、業餘及青少年足球發展。

## 歷史
香港足球會於1895年仿照英格蘭足總盃，舉辦香港盃（或稱香港足球挑戰盃），一年後改名為銀牌（英語：Challenge Shield）。1908年，有部分球隊組成聯賽，為亞洲現存歷史最長的足球聯賽。
上世紀五十至八十年代，頂級聯賽一般維持十二隊，高峰期曾增至十四隊。一些傳統球會南華、愉園、以至東方，到後來的商業球會精工、寶路華都有一定的擁躉，強隊對賽入場觀眾必定過萬，過二萬。
亞洲盃的起源與香港也有淵源，早在40、50年代，香港就有「亞洲足球王國」之稱，香港球員更在遠東運動會取下九連冠佳績，50、60年代是香港足球最輝煌的年代。在1954和1958年，香港球員代表中華民國在亞運奪冠。1960年香港球星張子岱加盟英國球會黑池，出戰英格蘭甲組聯賽。
在50年代，香港也跟新獨立的亞洲國家踢友誼賽，如印度、緬甸、馬來亞、韓國派出國家隊到香港作賽，這些新國家透過足球外交，更加標榜自己是一個獨立國家，透過派球隊出去不同國家踢，香港都受惠於這個情况，可以跟好多地方交手，所以才有成立亞洲足球協會這件事。
亞洲國家一致推舉以香港為總部，成立亞洲足協，亞洲足協會長由香港人羅文錦擔任，第一屆亞洲盃也由香港主辦，香港足球地位在那時候是去到最高峰。第一屆亞洲盃由香港主辦，香港自動獲得出線資格，最後得到季軍，是港隊在亞洲盃史上最好的成績。到第三四屆，香港都能晉身決賽周，然後相隔54年至今，港隊才再晉決賽周。
香港現時最高級別的職業足球聯賽為2014年成立的香港超級聯賽，取代原有的香港甲組足球聯賽。截至2024–25賽季，共有10支球隊參賽。香港足球代表隊曾於1956年亞洲盃取得季軍，並於2009年東亞運動會奪得金牌，為香港足球史上重要成就。
近年，香港足球面臨職業化、球迷入場人數減少及商業贊助不足等挑戰。政府及足球總會積極推動改革，包括加強青訓系統、引入冠名贊助及推動賽事數碼化，以提高本地足球競爭力及普及程度。

## 架構
現時管理香港足球事務的機構為1914年成立的香港足球總會，曾為英格蘭足球總會成員，是亞洲足球協會的創會成員。
亞洲足協的首4任會長，包括羅文錦、郭贊、雷瑞德、陳南昌，均是來自香港。

## 地區球隊
地區足球隊（區隊）是香港足球總會依照荷蘭足球顧問報告，改革乙丙組賽事，吸納地區球隊，並促使球員年輕化，藉以提昇香港足球運動水準。
足球總會與香港各區區議會合作，於2002年將丙組聯賽分為丙組（甲）及丙組（地區）兩組，兩組的冠、亞軍隊爭奪兩個升上乙組的資格。
首屆香港丙組（地區）聯賽賽事只有11個區議會派隊參賽，加上香港學界及香港08共13隊參賽。翌屆，全香港18個區議會均有派隊。現時18區球隊分佈在港超、甲、乙、丙四組。
現時，參與香港超級足球聯賽（港超聯）、甲組、乙組和丙組聯賽的區隊獲得的資助水平分別為165萬元、55萬元、38.5萬元和33萬元。區隊除了獲得區隊資助計劃提供每年每隊165萬元資助外，亦由康樂及文化事務署在當區每球季提供36節（共54小時）免費場地供訓練之用。